# Radosław Grześkowiak
Radosław Marcin Grześkowiak (ur. 6 września 1968) – prof. dr hab., pracownik naukowy Uniwersytetu Gdańskiego, współczesny historyk literatury i edytor, znawca literatury baroku.
W 2011 uzyskał stopień doktora habilitowanego na Wydziale Filologicznym Uniwersytetu Gdańskiego na podstawie cyklu publikacji pod tytułem „Barokowy erotyk jako przedmiot badań edytora i interpretatora”.
W 2013 roku Muzeum i Pałac w Wilanowie wydało zbiór Amor Curiosus Grześkowiaka, pracy na tematach dawnej poezji erotycznej. Autor wielu opracowań poświęconych Hieronimowi Morsztynowi. Jest profesorem Uniwersytetu Gdańskiego.

## Wybrane publikacje
- Grześkowiak, Radosław. „Wiersze na ryciny jako dominanta polskojęzycznej twórczości Symeona z Połocka. Część 1: Od bajki o starcu, chłopcu i ośle do oślej paraboli ludzkiego ciała.” Pamiętnik Literacki 108.3 (2017): 185-216.
- Grześkowiak, Radosław. „O dupie Maryni. Rozwiązywanie Gadki Jana Kochanowskiego.” Odrodzenie i Reformacja w Polsce 60 (2016): 111-141.
- Grześkowiak, Radosław. „Zwyczajem kawalerów ziemskich postępuje z nią Oblubieniec”. Pierwotna dedykacja „Pobożnych pragnień” Aleksandra Teodora Lackiego jako autorski projekt lektury emblematów Hermana Hugona.” Pamiętnik Literacki 1.106 (2015): 199-227.
- Grześkowiak, Radosław. „Anonimowe dzieło emblematyczne na kanwie cyklu rycin „Cor Iesu amanti sacrum” Antona Wierixa z drugiej połowy XVII stulecia.” Pamiętnik Literacki 104.3 (2013): 217-230.
- Grześkowiak, Radosław. „Recenzenckie zachwyty i niedyskrecje Seweryn Bączalski w roli krytyka Światowej Rozkoszy Hieronima Morsztyna.” Śląskie Studia Polonistyczne 1 (6) (2015): 23-51.
- Grześkowiak, Radosław. „Emblematyczna pompa nuptialis. Zbiory „symboli weselnych” z XVII wieku na tle emblematyki erotycznej i erudycyjnych argumentów oratorskich.” Terminus 14.25 (2015).
- Grześkowiak, Radosław, and P. M. R. Hulsenboom. „Emblems from the Heart. The Reception of the Cor Iesu Amanti Sacrum Engravings Series in Polish and Netherlandish 17th-Century Manuscripts.” (2015).